# Laurence Luckinbill
Laurence George Luckinbill (Fort Smith (Arkansas), 21 november 1934) is een Amerikaans acteur en filmproducent.

## Biografie
Luckinbill heeft gestudeerd aan de University of Arkansas en studeerde in 1956 af, en studeerde verder aan The Catholic University of America in Washington D.C. waar hij in 1958 afstudeerde. 
Luckinbill begon met acteren in het theater, hij maakte in 1961 zijn debuut op Broadway in het toneelstuk A Man for All Seasons. Hierna speelde hij nog meerdere rollen op zowel Broadway als off-Broadway.
Luckinbill begon in 1967 met acteren voor televisie in de televisieserie The Secret Storm. Hierna heeft hij nog meerdere rollen gespeeld in televisieseries en films zoals The Delphi Bureau (1972-1973), Cocktail (1988), Star Trek V: The Final Frontier (1989) en Murder, She Wrote (1985-1994). 
Luckinbill is ook actief als filmproducent, in 1993 heeft hij de documentaire Lucy and Desi: A Home Movie geproduceerd. Voor deze documentaire kreeg hij een Emmy Award.
Luckinbill was van 1966 tot en met 1980 getrouwd en heeft hieruit twee kinderen. In 1980 is hij opnieuw getrouwd met een dochter van Desi Arnaz en Lucille Ball, en heeft hieruit drie kinderen.

## Filmografie

### Films
- 2005 The Exonerated – als aanklager
- 1999 Dash and Lilly – als Joseph Rauh
- 1992 Lincoln – als Joshua Speed (stem)
- 1989 Star Trek V: The Final Frontier – als Sybok
- 1988 Messenger of Death – als Homer Foxx
- 1988 Cocktail – als mr. Mooney
- 1988 To Heal a Nation – als senator Bob Mathias
- 1986 One Terrific Guy – als mr. Burton
- 1984 Not for Publication – als burgemeester Franklyn
- 1981 See China and Die – als dr. Glickman
- 1980 The Mating Season – als Harry McClain
- 1980 Ike: The War Years – als ??
- 1979 3 by Cheever: The 5:48 – als John Blake
- 1979 The Promise – als dr. Peter Gregson
- 1977 The November Plan – als Noel Banks
- 1976 The Money – als Richard Banks
- 1976 The Lindbergh Kidnapping Case – als gouverneur Hal Hoffman
- 1974 Panic on the 5:22 – als Lawrence Lewis
- 1974 Death Sentence – als Don Davies
- 1973 And the Bones Came Together – als Robert
- 1972 Corky – als Wayne Nesbitt
- 1972 Lights Out – als ??
- 1971 Such Good Friends – als Richard
- 1970 The Boys in the Band – als Hank

### Televisieseries
Uitgezonderd eenmalige gastrollen.
- 1985 Space – als verteller – 5 afl.
- 1982 Freedom to Speak – als Franklin D. Roosevelt – miniserie
- 1979 Ike – als majoor Richard Arnold – miniserie
- 1976 City of Angels – als Noel Crossman jr. – 3 afl.
- 1972 – 1973 The Delphi Bureau – als Glenn Garth Gregory – 9 afl.
- 1970 – 1971 Dan August – als Arthur Coleman – 2 afl.
- 1970 The Bold Ones: The Senator – als Steinitz – 2 afl.
- 1969 – 1970 Where the Heart Is – als Steve Prescott - ? afl.
- 1967 – 1968 The Secret Storm – als Frank Carver - ? afl.

## Theaterwerk

### Broadway
- 1998 – 2004 Cabaret – als Herr Schultz
- 1985 Dancing in the End Zone – als Dick Biehn
- 1980 Past Tense – als Ralph Michaelson
- 1977 – 1979 Chapter Two – als George Schneider
- 1977 The Shadow Box – als Brian
- 1976 – 1977 Poor Murderer – als Anton Ignatyevich Kerzhentsev
- 1965 Tartuffe – als Damis
- 1964 Beekman Place – als Simon Holt
- 1961 – 1963 A Man for All Seasons – als William Roper

### Off-Broadway
- A Fair Country – als Harry Burgess
- Unfinished Stories – als Yves
- Lyndon – als Lyndon B. Johnson
- A Prayer for My Daughter – als Simon
- What the Butler Saw – als dr. Prentice
- The Memory Bank – als Ted
- Horseman, Pass By – als Sensuality
- The Boys in the Band – als Hank

- Biblioteca Nacional de España: XX1555369
- Bibliothèque nationale de France: cb14200912j (data)
- Gemeinsame Normdatei: 1122464525
- International Standard Name Identifier: 0000 0000 7825 3850
- Library of Congress Control Number: n82007901
- Nationale Bibliotheek van Israël: 987007424294905171
- SNAC: w6dj6wv9
- Système universitaire de documentation: 182434990
- Virtual International Authority File: 87282976
- WorldCat: E39PBJmxQQck3Qbh6JCDfQpwYP